# Imperial Theatre
Imperial Theatre este un teatru de pe Broadway situat în 249 West 45th Street (George Abbott Way) în mijlocul Manhattan-ului. Teatrul are o capacitate de 1.417 de locuri.
Clădirea teatrului a fost construită la New York pentru a înlocui vechiul Lyric Theatre. Proiectat de Herbert J. Krapp special pentru a găzdui producții de teatru muzical, ea a fost inaugurată pe 25 decembrie 1923 cu producția Mary Jane McKane a lui Oscar Hammerstein II-Vincent Youmans. De atunci, a găzduit numeroase musicaluri, inclusiv Annie Get Your Gun (1946), Scripcarul de pe acoperiș (1964), Dreamgirls (1981), Misterul lui Edwin Drood (1985) și Les Misérables (1990), care s-a jucat la teatru până în 2003. Billy Elliot the Musical s-a jucat pe scena teatrului din noiembrie 2008 până în ianuarie 2012.
Printre cei mai renumiți compozitori și textieri din secolul al XX-lea, ale căror piese dramatice sau muzicale au fost reprezentate aici se numără Cole Porter, Richard Rodgers, Lorenz Hart, Irving Berlin, Harold Roma, Frank Loesser, Lionel Bart, Bob Merrill, Stephen Sondheim, Jule Styne, E. Y. Harburg, Harold Arlen și George și Ira Gershwin. Pe scena teatrului au apărut personalități preum Ethel Merman, Gertrude Lawrence, John Gielgud, Clifton Webb, Montgomery Clift, Mary Boland, Ray Bolger, Desi Arnaz, Lucie Arnaz, Mike Tyson, Mary Martin, Zero Mostel, Danny Kaye, Davy Jones, Jerry Orbach, Shelley Winters, Bernadette Peters, Ben Vereen, George Rose, Hugh Jackman și John Lithgow. Aici a avut loc, de asemenea, primul concurs Ms. Globe Pageant în 1951.

## Producții importante
- 1924: Rose-Marie
- 1926: Oh, Kay!
- 1927: The Desert Song
- 1928: The New Moon
- 1932: Flying Colors
- 1933: Of Thee I Sing; Let 'Em Eat Cake
- 1935: Jubilee
- 1935: Panic
- 1936: On Your Toes
- 1938: Leave It to Me!
- 1939: Too Many Girls
- 1940: Louisiana Purchase
- 1941: Let's Face It!
- 1943: One Touch of Venus (debutul pe Broaway al lui Kurt Weill)
- 1944: Song of Norway
- 1946: Annie Get Your Gun
- 1949: Miss Liberty
- 1950: Call Me Madam
- 1951: Miss Globe
- 1952: Wish You Were Here
- 1955: Silk Stockings
- 1956: The Most Happy Fella
- 1957: Jamaica
- 1959: Destry Rides Again
- 1960: Gypsy
- 1961: Carnival!
- 1963: Oliver!
- 1964: Fiddler on the Roof
- 1967: Cabaret
- 1968: Zorba
- 1970: Minnie's Boys; Two by Two
- 1971: On the Town
- 1972: Pippin
- 1977: Mark Twain Tonight!; Chapter Two Anna Christie cu Liv Ullman
- 1979: They're Playing Our Song
- 1981: Dreamgirls
- 1985: The Mystery of Edwin Drood
- 1988: Chess
- 1989: Jerome Robbins' Broadway
- 1990: Les Misérables
- 2003: The Boy from Oz
- 2005: Dirty Rotten Scoundrels
- 2006: High Fidelity (oprită după 14 reprezentații)
- 2007: Coram Boy, August: Osage County (număr limitat de reprezentații)
- 2008: Billy Elliot the Musical
- 2012: Nice Work If You Can Get It
- 2013: 700 Sundays
- 2014: Les Misérables
- 2016: Natasha, Pierre & The Great Comet of 1812

## Recordul de încasări
Câștigător a 10 premii Tony, musicalul West End Billy Elliot a atins recordul de încasări la box-office pentru Teatrul Imperial. Producția a avut încasări de 1.663.895 $ în opt spectacole, pentru săptămâna încheiată la data de 3 ianuarie 2010.

## Legături externe
- Format:Ibdb venue
- Shubert Organization website Arhivat în 21 august 2014, la Wayback Machine.
- Imperial Theater  Arhivat în 8 decembrie 2016, la Wayback Machine. home page
- Museum of the City of New York drawing of the Klaw, Imperial and Music Box Theatres